# Un invité va venir
Pour plus de détails, voir Fiche technique et Distribution.
Un invité va venir (Det kom en gäst…) est un film suédois, réalisé par Arne Mattsson, sorti en 1947. 

## Synopsis
La veille de noël, tout le monde dans la famille Ernstam n'a pas le cœur à la fête. Le comte Clemens a décidé de vendre le manoir Brunn et ses écuries, au grand dam de son fils Ragnar. Christina est déçue car elle a invité un écrivain à succès, Georg Essman, mais le dernier train n'a amené personne. Or, un inconnu arrive tout de même. Christina est séduite mais il s'intéresse davantage à sa belle-sœur Eva. Et il ne ressemble pas à l'image qu'elle a vue de lui dans les journaux.
Lors de la messe de Noël, le comte est inexplicablement absent. On le retrouve mort dans l'écurie. Bientôt, on accuse Edvin, un journalier renvoyé qui se cachait dans l'écurie.

## Fiche technique
- Titre original : Det kom en gäst…
- Titre français : Un invité va venir
- Réalisation : Arne Mattsson
- Scénario : Stieg Trenter
- Musique : Nils Castegren
- Photographie : Nils Castegren
- Montage : Nils Castegren
- Décors :
- Son :
- Production :
- Société de production : Fribergs Filmbyrå AB
- Pays d'origine :  Suède
- Durée : 71 minutes
- Format : noir et blanc - 1,37:1 35 mm - son mono (AGA Baltic)
- Date de sortie : 
  - Suède : 3 novembre 1947

## Distribution
- Sture Lagerwall : Georg Essman
- Karl-Arne Holmsten : Ragnar af Ernstam
- Erik 'Bullen' Berglund : Urban af Ernstam
- Naïma Wifstrand : la comtesse Doris af Ernstam
- Gerd Hagman : Christina af Ernstam
- Elsie Albiin : Eva af Ernstam
- Anita Björk : Siv
- Ivar Kåge : le comte Clemens af Ernstam
- Erik Hell : Edvin
- Julia Cæsar : Berta
- Olav Riégo : Dr. Häger